# W5 (Sportorganisation)
W5 ist eine russische Sportorganisation mit Sitz in Bratislava (Slowakei) und Moskau (Russland).
Das erste Kickbox-Turnier im Rahmen der W5 fand am 5. Juli 2007 statt und wurde von etwa 5000 Zuschauern besucht. Seitdem wurden unter der Schirmherrschaft der W5-Förderung über 30 Turniere u. a. in Wien, Bratislava, Ingolstadt, Budva (Montenegro), Minsk, Moskau, Rjasan, Orel, Kalyazin durchgeführt.

## Ziele
Ziele der W5 sind die Verbreitung des Kickboxens als eine Form der Kampfkunst in Russland und in der ganzen Welt, die Förderung einer gesunden Lebensweise bei jungen Menschen und Motivation für die kontinuierliche Selbstentwicklung und Selbstverbesserung der Sportler.

## Regeln
Die ersten Turniere der W5 wurden nach K-1-Regeln und den Regeln nach dem Armee-Kampf-System Bars abgehalten. Später wurden eigene Regeln entwickelt.

### Runden
Der Kampf verläuft über drei Runden mit jeweils drei Minuten. Wurde nach drei Runden kein Sieger ermittelt, wird eine zusätzliche Runde gekämpft.
Titelkämpfe um den Weltmeistergürtel, Intercontinental Champion- und Europameister-Gürtel sind auf jeweils fünf Runden angesetzt. Die Pause zwischen den Runden beträgt eine Minute.

### Bewertungssystem
Es wird das Zehn-Punkte-Scoring-System angewendet. Drei Punkterichter bewerten die einzelnen Runden.
Der Rundensieger erhält zehn Punkte, der Verlierer erhält neun oder weniger Punkte.

### Ringregeln (Auszug)
- Beinfeger und Würfe sind verboten.
- Clinchen länger als eine Sekunde ist verboten.
- Rückhandschläge sind erlaubt.
- Das Fassen und Halten des gegnerischen Beines mit einer sofortigen Schlagtechnik oder einem Kniestoß ist erlaubt.
- Kniestöße sind erlaubt.
- Es gilt die Regel von maximal drei Niederschlägen.

### Gewichtsklassen
Männer kämpfen in den Gewichtsklassen bis 60, bis 67, bis 71, bis 75, bis 81, bis 84 und über 90 kg.
Frauen kämpfen in den Gewichtsklassen bis 54 und bis 56 kg.

## Aktuelle Meister
- Artem Pashporin, der Weltmeister, 71 kg
- / Enriko Gogohia, Russland, Interkontinentalmeister, 71 kg
- Darryl Sichtman, Niederlanden, der Europameister, 75 kg
- Julia Berezikova, Russland, Weltmeister, 56 kg
- Dzhabar Askerov, Russland, Europameister, 71 kg
- Sergei Kharitonov, Russland, Weltmeister, über 90 kg

## Turniere 2008–2015

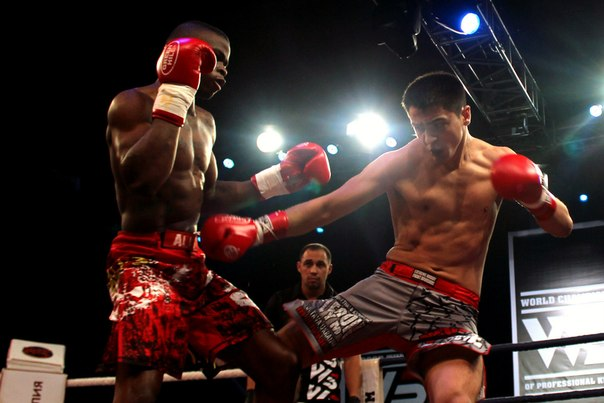
Kampf zwischen Chris Baya und Roman Mailov auf dem W5-Grand-Prix Moskau XXIII

- Das internationale Turnier „Best vs Best Grand Prix“ (Moskau, 2008)
- Turnier „Kampf an der Wolga 2008“ (Kalyazin, 2008)
- Meisterschaft von fünf Kontinenten Grand Prix Ryasan (Rjazan, 2008)
- Meisterschaft von fünf Kontinenten Grand Prix Ryasan (Rjazan, 2009)
- Turnier W5 Grand Prix (Ingolstadt, Deutschland, November 2009)
- Liga W5 (Moskau, 2010)
- Liga W5 (Moskau, 2011)
- Liga W5 (Rostow 2011)
- Liga W5 (Wolgograd 2011)
- Turnier „W5 Grand Prix K.O.“ (Moskau, 2011)
- Turnier W5 Fighter (Moskau, 24. Februar 2012)
- Turnier W5 Fighter (Moskau, 30. März 2012)
- Turnier W5 Fighter (Moskau, 19. April 2012)
- Turnier W5 Fighter (Moskau, 24. August 2012)
- Turnier W5 Fighter (Moskau. 20. September 2012)
- Turnier W5 Fighter (Moskau, 11. Oktober 2012)
- Turnier W5 Fighter (Moskau, 8. November 2012)
- Turnier W5 Fighter (Moskau, 29. November 2012)
- Turnier W5 Fighter (Moskau, 23. Dezember 2012)
- Turnier W5 Fighter (Moskau, 1. März 2013)
- Turnier W5 Fighter (Bratislava, 16. März 2013)
- Turnier W5 (Orel, 24. April 2013)
- Turnier W5 Grand Prix Orel XXII (Orel, 16. November 2013)
- Turnier W5 Grand Prix Moskau XXIII (Orel, 22. Dezember 2013)
- Turnier W5 Grand Prix Orel XXIV (Orel, 1. März 2014)
- Turnier W5 Grand Prix XXV (Bratislava, 21. Juni 2014)
- Turnier W5 Grand Prix Moskau XXVI (Moskau, 11. Oktober 2014)
- Turnier W5 Grand Prix Crossroad of times (Bratislava, 29–30. November 2014)
- Turnier W5 Grand Prix Kitek (Moskau, 24. April 2015)
- Turnier W5 Grand Prix Moscow „Be the Best“ (Moskau, 30. August 2015)
- Turnier W5 Grand Prix Vienna „Winner's Energy“ (Wien, Österreich, 5. Dezember 2015)